# 舱外活动列表
舱外活动列表（包括太空行走以及月表行走）有以下各種不同版本：
按活动年代：
- 艙外活動列表 (1965年至1999年)，包括阿波罗任务的月表行走。
- 艙外活動列表 (2000年至2014年)
- 艙外活動列表 (2015年之后)

按活动地点：
- 国际空间站舱外活动列表
- 禮炮號太空站艙外活動列表
- 和平号空间站舱外活动列表（英语：List of Mir spacewalks）
- 天宫空间站舱外活动列表

其他：
- 累計艙外活動列表
- 最长舱外活动列表
- 舱外活动者列表（英语：List of spacewalkers）

|  | 本条目是列表索引。 |